# Pianistka (film)
Pianistka (německy Die Klavierspielerin, francouzsky La Pianiste) je erotické filmové drama z roku 2001, napsané a režírované Michaelem Hanekem. Předlohou se stal stejnojmenný román z roku 1983 rakouské autorky a držitelky Nobelovy ceny za literaturu Elfriede Jelinekové.
Příběh pojednává o vídeňské profesorce klavíru, jejím skrytém sexuálním životě a touhách. Hlavní roli ztvárnila francouzská herečka Isabelle Huppertová, která za svůj výkon obdržela několik ocenění, včetně ceny pro nejlepší herečku na Filmovém festivalu v Cannes a Evropskou filmovou cenu. Postavu její matky ztvárnila Annie Girardotová, oceněná Césarem pro nejlepší herečku ve vedlejší roli. Úloha mladého klavíristy, který prožívá s hlavní hrdinkou komplikovaný vztah, připadla Benoîtu Magimelovi.
Snímek natočený ve francouzsko-rakousko-polsko-německé koprodukci dosáhl návštěvnosti 2,5 miliónů diváků, z toho přibližně 700 tisíc osob drama zhlédlo ve Francii. Stal se tak nejnavštěvovanějším projektem vzniklým v rakouské produkci za několik předešlých let.

## Děj
Erika Kohut (Isabelle Huppertová) působí jako profesorka klavíru na vídeňské konzervatoři. Ačkoli prožívá konec čtvrté dekády života, bydlí stále svobodná s dominantní matkou (Annie Girardotová), která má snahu kontrolovat její život; otec je dlouhodobě hospitalizován v psychiatrické léčebně.
Divákovi jsou v průběhu děje postupně odhalovány taje profesorčina soukromého života, jež skrývá za sebejistou fasádou. Sexuální potlačení se manifestuje několika parafiliemi, včetně voyeurismu, sadomasochismu a fetišismu. Projevy chování zahrnujícího sebepoškozování naznačují hraniční typ poruchy osobnosti.
Během soukromého koncertního vystoupení v jednom z vídeňských bytů se Erika setkává s okouzlujícím studentem techniky Walterem Klemmerem (Benoît Magimel), pocházejícím ze střední třídy, jehož zálibou je také hra na klavír. Jak jí mladík později sdělí, profesorka se mu „zavrtala do hlavy“. Kvůli ní složí talentové zkoušky na konzervatoř přímo do její třídy. Při dalším setkání, již v roli žáka, odhaluje své city a snaží se o bližší kontakt. Přestože se pedagožka nejdříve pokouší udržet chladný odstup – mimo jiné hlasovala proti ostatním členům komise pro Walterovo nepřijetí, rozvíjí se mezi oběma nestálý patologický vztah. Nadaný Rakušan obdivuje stejně jako Erika hudbu Schumanna a Schuberta.
Profesorka zmaří vyhlídky na profesionální kariéru nejisté ale talentované žákyně konzervatoře Anny Schoberové (Anna Sigalevitchová), když ji sžírá blízký kontakt Anny a Waltera na zkoušce ročníkového koncertu. Stejně tak se snad obává, že by dívka mohla následovat její životní dráhu. Proto začínající klavíristce nasype střepy do kapsy bundy, o než si Anna pořeže prsty. Nic netušící matka (Susanne Lotharová) později pedagožce poděkuje, když převezme dceřin part na koncertě (dějová linka vztahu mezi matkou a dcerou v románové předloze chybí). Stále na zkoušce koncertu pak Walter následuje Eriku na toaletu a lačně se jí zmocní. Žena se poddajně nechává líbat, styk však odmítá a začíná mladíka uspokojovat ručně i orálně. Pod opakovanou pohrůžkou ukončení, se musí student ovládat a být poslušný.
Na hodině klavíru mu následně předává sexuální požadavky vepsané do dopisu. Uvnitř Waltera však narůstá frustrace z oddalování sexuálního aktu. Proto přichází do bytu pianistky, kde Erika naléhá, aby si její touhy a pravidla přečetl. Masochistické fantazie, které by jí měl působit, se mu hnusí, a rozpálený odchází s odkazem, že by se měla léčit.
Profesorka za ním přichází s omluvou na hokejový trénink. V hale mu vyznává lásku. Z její strany opět dochází k praktikování orálního sexu. Později večer se Walter zjevuje v jejím bytě, zamyká její matku v ložnici, a agresivně se Eriky zmocňuje. Mezitím co cituje z jejích dopisových přání, bez rozmyslu je brutálně plní, profesorku opakovaně udeří a zakrvácenou ji znásilní. Uspokojen dům opouští.
Druhý den si na koncert učitelka tajně přináší nůž z kuchyňské linky. V atriu síně se potkává s usměvavým Walterem i poraněnou Annou, za níž by měla odehrát klavírní part. Když v předsálí osiří, vytahuje nůž a bodá se jím do hrudní krajiny pod levý klíček. Zatímco z rány crčí krev, z koncertního sálu vychází na ulici.

## Obsazení
| Isabelle Huppertová     | Erika Kohut                                       |
| Annie Girardotová       | matka                                             |
| Benoît Magimel          | Walter Klemmer                                    |
| Susanne Lotharová       | paní Schoberová                                   |
| Udo Samel               | doktor Blonskij                                   |
| Anna Sigalevitchová     | Anna Schoberová                                   |
| Cornelia Köndgenová     | madam Blonská                                     |
| Thomas Weinhappel       | barytonista                                       |
| Eva Greenová            | Walterova snoubenka                               |
| Georg Friedrich         | muž v autokině                                    |
| Philipp Heiss           | Naprawnik                                         |
| William Mang            | pedagog                                           |
| Rudolf Melichar         | ředitel                                           |
| Michael Schottenberg    | pedagog                                           |
| Gabriele Schuchterová   | Margot                                            |
| Dieter Berner           | pedagog                                           |
| Volker Waldegg          | pedagog                                           |
| Martina Resetaritsová   | pedagožka                                         |
| Annemarie Schleinzerová | pedagožka                                         |
| Karoline Zeislerová     | pedagožka                                         |
| Liliane Neiska          | sekretářka                                        |
| Luz Leskowitz           | houslista                                         |
| Viktor Teuflmayr        | pianista                                          |
| Viviane Bartschová      | žena v autokině (v titulcích jako Vivian Bartsch) |
| Florian Koban           | žák na konzervatoři                               |
| Thomas Auner            | pianista hrající Haydna                           |
| Noam Morgensztern       | první žák na konzervatoři (hlas)                  |

## Ocenění

### Vítězství
Filmový festival v Cannes, 2001
- Grand Prix[4]
- nejlepší herečka – Isabelle Huppertová[4]
- nejlepší herec – Benoît Magimel[4]

César, 2002
- nejlepší herečka ve vedlejší roli – Annie Girardotová

Deutscher Filmpreis, 2002
- nejlepší zahraniční film

Evropské filmové ceny, 2001
- nejlepší evropská herečka – Isabelle Huppertová

Cena asociace losangeleských filmových kritiků, 2002
- nejlepší herečka (finalistka) – Isabelle Huppertová

Cena národní společnosti filmových kritiků, 2002
- nejlepší herečka (finalistka) – Isabelle Huppertová

Cena spolku ruských filmových kritiků, 2001
- nejlepší zahraniční herečka – Isabelle Huppertová
- nejlepší zahraniční film

Cena spolku sanfranciských filmových kritiků, 2002
- nejlepší herečka – Isabelle Huppertová

Mezinárodní filmový festival v Seattlu, 2002
- nejlepší herečka – Isabelle Huppertová

### Nominace
Bodil, 2003
- nejlepší neamerický film

Filmový festival v Cannes, 2001
- Zlatá palma[4]

César, 2002
- nejlepší herečka – Isabelle Huppert

Ceny BAFTA, 2001
- nejlepší zahraniční film – Michael Haneke, Veit Heiduschka

Evropské filmové ceny 2001
- nejlepší evropský film
- nejlepší evropský scénář – Michael Haneke

Independent Spirit Award, 2002
- nejlepší zahraniční film